# Borders & Boundaries
Borders & Boundaries è il sesto album in studio della ska-punk band statunitense Less Than Jake pubblicato nel 2000 dalla Fat Wreck Chords

## Tracce
1. Magnetic North
2. Kehoe
3. Suburban Myth
4. Look What Happened
5. Hell Looks A Lot Like L.A.
6. Mr. Chevy Celebrity
7. Gainesville Rock City
8. Malt Liquor Tastes Better When You've Got Problems
9. Bad Scene And A Basement Show
10. Is This Thing On?
11. Pete Jackson Is Getting Married
12. 1989
13. Last Hour Of The Last Day Of Work
14. Bigger Picture
15. Faction

## Formazione
- Chris Demakes - voce e chitarra
- Roger Manganelli - basso e voce
- Vinnie Fiorello - batteria
- Buddy Schaub - trombone
- Peter "JR" Wasilewski - sassofono